# Kabelberekening
Kabelberekening is het berekenen van sterkstroomkabels in elektrotechnische installaties zoals in de procesindustrie, gebouw- en openbare verlichting. In de elektrotechnische installaties speelt de kabelberekening met de bijbehorende kortsluitstroomaspecten, spanningsverlies en de keuze van de beveiligingstoestellen een belangrijke rol.

## Nederland
Uitgangspunt voor de berekening van de aderdoorsnede van kabels zijn de tabellen van de NEN 1010. Voor de overige berekening zoals de kortsluitstroom en de selectiviteit geeft deze norm te weinig handvatten en worden elektrotechnische berekeningen gebruikt. De meeste softwareproducten op dit gebied doen dat ook, uitgezonderd producten die zich enkel baseren op de genoemde norm.
Uitvoering:
1. Bepaal de ontwerpstroom aan de hand van het door de werktuigbouwer geselecteerde werktuig of de stroom die de lichtinstallatie gebruikt bij een zekere gelijktijdigheid.
2. Bepaal met behulp van de belastbaarheidstabellen in de NEN 1010 de aderdoorsnede.
3. Bereken bij deze aderdoorsnede het spanningsverlies. Indien dit te groot is kiest men een grotere doorsnede en moet het spanningsverlies opnieuw worden gecontroleerd.
4. Nu moet de kortsluitlengte worden gecontroleerd. Gebruik hiervoor niet de NEN 1010, maar als volgt:
5. Bereken de kortsluitstroom. Deze wordt berekend ten opzichte van de aderweerstand bij kortsluiting aan het einde van de kabel t.o.v. de voedingsspanning. Aangezien de voedingsspanning daalt bij kortsluiting moet een lagere spanning worden gekozen. Indien men deze niet weet is 20% een gangbare waarde.
6. Kijk in de grafiek van de beveiliging of deze kortsluitstroom wordt afgeschakeld. Zo niet kies dan een grotere doorsnede van de ader en controleer opnieuw. Let daarbij op dat in industriële installaties een kortsluiting 5 s mag staan voordat afschakeling nodig is. Controleer derhalve in de grafiek bij het magnetische deel, maar ook bij het thermische deel. Let er op dat de aderweerstand moet worden berekend bij de juist adertemperatuur. Deze kan bij volle belasting 90 °C zijn, en zal tijdens de kortsluiting toenemen tot maximaal 150 °C (in geval van XLPE-isolatie (Crosslinked polyetheen)).
7. Nu moet de selectiviteit met de hogerliggende voorbeveiliging nog worden gecontroleerd. Deze mag namelijk niet afschakelen bij een te hoge belasting waardoor de directe beveiliging aanspreekt. De toegepaste regel van twee stappen hoger is een vuistregel, maar geeft - zeker bij automaten - vaak geen goede waarde. Sommige softwarepakketten gebruiken deze vuistregel helaas wel. Het voldoet ook niet om simpel de karakteristieken naast elkaar te leggen en te constateren dat ze elkaar niet raken.